# Дрвенград
Дрвенград (  — Кустендорф), познат и као Мећавник, је етно-село у Србији у Мокрој Гори у Златиборском округу, смештен на размеђи Златибора и Таре. Основано је и изграђено на брду Мећавник по замисли филмског редитеља Емира Кустурице за потребе снимања филма „Живот је чудо”.

## Брдо Мећавник
Брдо Мећавник се налази на ушћу Подстијенског потока у Камешину. Уздиже се око 110 m изнад дна мокрогорске котлине, односно 680 м.н.в. Изграђено је од средњокредних, слојевитих и песковито-лапоровитих кречњака и лапораца. Мећавник надвисује село Мокра Гора и висински је на истом нивоу са железничком станицом Јатаре кроз коју пролази пруга уског колосека „Шарганска осмица”.

## Занимљивости
- Дрвенград је добио статус град-хотел (као Свети Стефан у Црној Гори) са четири звездице, а на удаљености од 8 km изграђен је планински центар Ивер.[2].
- Иако је село мало, Кустурица је уредио и означио улице. Главна улица носи назив Иве Андрића, а поред тога постоје улице Ернеста Че Геваре, Дијега Марадоне, Миодрага Петровића Чкаље, Фелинија и Бергмана. Једна улица носи и име српског тенисера Новака Ђоковића[3].
- Крајем јуна се овде организују „Завичајни дани”, а први „Кустендорф филм фестивал” је одржан почетком 2008.[4][5] у Дрвенграду[6].

## Галерија слика
- Црква Светог Саве у Дрвенграду
- Грб
- Сквер Никола Тесла
- Пумпа за воду етно мотив
- Поглед на кућице од дрвета
- Улица Ернесто Че Гевара
- Мећавник
- Поглед на Дрвенград из даљине
- Главна улица
- Продавница сувенира
- Кућа
- Поглед
- Црква Св. Саве
- Биоскоп
- Народна радиност